# 吴仁源
吴仁源（1934年12月—），男，浙江绍兴人，中华人民共和国政治人物，曾任中共杭州市委书记，浙江省政协副主席，浙江省诗书画友社社长。